# Krzysztof Sośnica
Krzysztof Jakub Sośnica (ur. 1985) – polski geodeta, specjalista geodezji satelitarnej, profesor nauk ścisłych i przyrodniczych.

## Życiorys
Pochodzi z Kalet, a w Tarnowskich Górach ukończył II Liceum Ogólnokształcące im. Stanisława Staszica. W 2009 r. ukończył studia z geodezji i kartografii ze specjalizacją w geoinformatyce na Wydziale Inżynierii Kształtowania Środowiska i Geodezji Uniwersytetu Przyrodniczego we Wrocławiu, uzyskując wyróżnienie Rady Wydziału i list gratulacyjny rektora. Zaraz potem podjął studia doktorskie na Uniwersytecie Przyrodniczym i podyplomowe na Politechnice Wrocławskiej, ale zrezygnował z nich, gdy wygrał konkurs na doktoranta w Instytucie Astronomicznym na Uniwersytecie Berneńskim. 7 kwietnia 2014 r. Wydział Nauk Ścisłych tego uniwersytetu przyznał mu stopień doktora i do października przebywał na nim na stażu podoktorskim. Po powrocie z doktoratu jako pracownik naukowy Wydziału Inżynierii Kształtowania Środowiska i Geodezji Uniwersytetu Przyrodniczego we Wrocławiu od października 2014 r., a w czerwcu następnego roku został awansowany na adiunkta. 27 stycznia 2016 r. został doktorem habilitowanym na Wydziale Inżynierii Kształtowania Środowiska i Geodezji Uniwersytetu Przyrodniczego we Wrocławiu na podstawie dorobku naukowego, w tym dzieła Wyznaczanie parametrów rotacji, geometrii i potencjału grawitacyjnego Ziemi z wykorzystaniem laserowych pomiarów odległości SLR do sztucznych satelitów. W chwili nominacji (22 października 2020) najmłodszy profesor tytularny w Polsce w dziedzinie nauk ścisłych i przyrodniczych.
Specjalizuje się w geodezji satelitarnej, prowadzi badania nad integracją laserowych pomiarów odległości do satelitów i obserwacji GNSS, doskonaleniem metod wyznaczania globalnych parametrów geodezyjnych na podstawie danych multi-GNSS i SLR oraz wyznaczaniem orbit sztucznych satelitów Ziemi z najwyższą dokładnością. Pełnił m.in. funkcję członka Rady Zarządzającej Międzynarodowej Służby Pomiarów Laserowych do Sztucznych Satelitów i Księżyca (ang. International Laser Ranging Service) i przewodniczącego grupy roboczej Międzynarodowej Asocjacji Geodezji oraz członka Komitetu Geodezji Polskiej Akademii Nauk. W 2019 r. Krzysztof Sośnica został Członkiem Honorowym Międzynarodowej Asocjacji Geodezji (IAG Fellow). Współpracuje m.in. z centrum kombinacji Międzynarodowej Służby GNSS (IGS) w Australii. Dzięki współpracy australijsko-polskiej powstały eksperymentalne produkty kombinowanych orbit GPS, GLONASS, Galileo, BeiDou i QZSS. Współpracuje z Niemiecką Agencją Kosmiczną (DLR), Francuską Agencją Kosmiczną (CNES), Uniwersytetem w Bernie (AIUB), Harvard-Smithsonian Center for Astrophysics, The University of Texas at Austin i innymi ośrodkami badawczymi, wynikiem czego są liczne wspólne publikacje na temat systemów GNSS i laserowych obserwacji odległości do satelitów.
Kieruje projektem finansowanym ze środków Europejskiej Agencji Kosmicznej (ESA), dotyczącym weryfikacji ogólnej teorii względności Einsteina z wykorzystaniem satelitów Galileo. Kierował ponadto trzema projektami OPUS Narodowego Centrum Nauki dotyczących przetwarzania obserwacji satelitarnych w geodezji satelitarnej oraz zadaniami badawczymi w dwóch projektach Unii Europejskiej (Program Operacyjny Inteligentny Rozwój – System Obserwacji Płyty Europejskiej EPOS-PL i EPOS-PL+). 
Pełni funkcję Przewodniczącego Rady Dyscypliny Inżynieria Lądowa i Transport na Uniwersytecie Przyrodniczym we Wrocławiu od 2019 r. Krzysztof Sośnica był panelistą Narodowego Centrum Nauki w konkursach Opus, Preludium, Sonata (panel Nauk o Ziemi, ST10) oraz w konkursie Sonata BIS (panel nauk ścisłych i technicznych, ST). Wykonał recenzje projektów naukowych Narodowego Centrum Badań i Rozwoju, Narodowego Centrum Nauki oraz Ministerstwa Nauki i Szkolnictwa Wyższego (Iuventus Plus, Diamentowy Grant). Oceniał projekty naukowe na zlecenie Niemieckiej Fundacji Badań Naukowych (Deutsche Forschungsgemeinschaft) oraz Łotewskiej Rady Nauki (Latvijas Zinātnes Padome). Był współautorem koncepcji misji satelitarnej Velocite przygotowanej pod patronatem Europejskiej Agencji Kosmicznej i planu polskiej misji na Marsa.
Jest laureatem nagrody sekcji geodezyjnej dla młodych naukowców Europejskiej Unii Nauk o Ziemi dla wybitnych młodych naukowców (European Geosciences Union, Outstanding Young Scientist Awards 2015, Wiedeń, Austria), nagrody Międzynarodowej Asocjacji Geodezji za najlepszy artykuł młodego autora w czasopiśmie „Journal of Geodesy” (International Association of Geodesy Young Authors Award 2013), Stypendium dla wybitnych młodych naukowców Ministra Nauki i Szkolnictwa Wyższego (2015–2018), podwyższone stypendium START 2016 dla 1 z 3 najlepszych młodych naukowców w Polsce Fundacji na rzecz Nauki Polskiej, nagrodę „30 kreatywnych Wrocławia”, nagrodę Europejskiej Agencji Kosmicznej (European Space Agency, ETH Zurich, Szwajcaria 2019) oraz nagrodę Doskonałego Recenzenta (Excellent Reviewer Award 2018) w czasopiśmie „Earth, Planets and Space” (wydawnictwo Springer). W 2020 r. został laureatem nagrody im. prof. Lubomira W. Barana za wybitne osiągnięcia w geodezji i kartografii.